# Drivkraft Sverige
Drivkraft Sverige som fram till 2020 hette Svenska Petroleum och Biodrivmedel Institutet (SPBI) är en medlemsfinansierad branschorganisation för drivmedels- bränsle- bitumen- och smörjmedelsbolagen i Sverige. Bland medlemmarna 2015 finns Nynas, OKQ8, Preem, St1, Lantmännen och Statoil.
Till organisationen hör SPI Miljösaneringsfond, SPBI Service AB och Släckmedelscentralen.
Organisationens uppgift är bland annat att kunna företräda branschen gentemot samhället och stat, kommun och landsting och att informera och bedriva opinionsbildning, bland annat i frågor som rör drivmedel och transporter. VD (2022) är Jessica Alenius. Styrelseordförande (2021) är Fredrik Reinfeldt.